# 高知県警察部
高知県警察部（こうちけんけいさつぶ）は、戦前の内務省監督下の高知県が設置した府県警察部であり、高知県内を管轄区域とする。
1948年（昭和23年）3月6日に廃止となり、高知県警察部は国家地方警察高知県本部と高知市警察などの自治体警察に再編されることになった。

## 沿革
- 1876年（明治9年）3月　高知県庁に第四課を設置。
- 1880年（明治13年）4月　高知県警察本署に改称。
- 1886年（明治19年）7月　高知県警察本部に改称。
- 1890年（明治23年）10月　高知県警察部に改称。
- 1905年（明治38年）4月　高知県第四部に改称。
- 1907年（明治40年）7月　高知県警察部に改称。
- 1928年（昭和3年）7月　特別高等課(特別高等警察)を設置。
- 1945年（昭和20年）10月　特別高等警察が廃止。
- 1946年（昭和21年）2月　公安課（公安警察）を設置。
- 1948年（昭和23年）
  - 2月1日 警察法施行に先立ち組織改正。
  - 3月6日 廃止。

## 組織
1948年（昭和23年）時点
- 秘書調査課
- 会計課
- 人事調査課
- 教養課
- 警備課
- 交通課
- 通信課
- 刑事課
- 経済防犯課
- 防犯統計課
- 鑑識課

## 警察署
- 1876年（明治9年）6月：第八大区三小区本町弘小路に警察出張所を設置。

- 1876年（明治9年）10月：県内5ヵ所に警察出張所を設置。
  - 第一警察出張所
  - 第二警察出張所
  - 第三警察出張所
  - 第四警察出張所
  - 第五警察出張所

- 1876年（明治9年）12月：警察出張所の名称を改称。
  - 第一警察出張所を高知警察出張所
  - 第二警察出張所を田野警察出張所
  - 第三警察出張所を赤岡警察出張所
  - 第四警察出張所を須崎警察出張所
  - 第五警察出張所を中村警察出張所

- 1880年（明治13年）：警察署及び分署を設置。

- 1889年（明治22年）3月時点
  - 高知警察署
  - 中村警察署
    - 宿毛分署
    - 川崎分署

  - 須崎警察署
    - 佐川分署
    - 高岡分署

  - 伊野警察署
  - 後免警察署
    - 本山分署

  - 赤岡警察署
    - 山田分署

  - 安芸警察署
    - 田野分署
    - 野根分署

- 1927年（昭和2年）時点
  - 高知警察署
  - 高知水上警察署
  - 中村警察署
  - 宿毛警察署
  - 須崎警察署
  - 窪川警察署
  - 佐川警察署
  - 伊野警察署
  - 高岡警察署
  - 大篠警察署
  - 本山警察署
  - 赤岡警察署
  - 山田警察署
  - 安芸警察署
  - 室戸警察署

## 歴代部長
| 代 | 官職名                              | 氏名       | 就任日         | 退任日         | 前職                                    | 後職                        | 備考                 |
| -- | ----------------------------------- | ---------- | -------------- | -------------- | --------------------------------------- | --------------------------- | -------------------- |
| -  | 少属 警察係長                       | 鷲山直心   | 1875年         |                |                                         |                             |                      |
| -  | 一等警部・大属 第四課長（警保課長） | 大谷正吉   | 1876年1月      |                |                                         |                             |                      |
| -  | 一等警部・権大属 第四課長           | 宮崎鉄幹   | 1876年         |                |                                         |                             |                      |
| -  | 一等警部兼一等属 第四課長           | 弘瀬新一   | 1877年         |                |                                         |                             |                      |
| -  | 第四課長                            | 増田穂風   | 1877年         |                |                                         |                             |                      |
| -  | 二等警部 第四課長（警察課長）       | 藤正健     | 1878年         | 1879年         |                                         | -                           |                      |
| -  | 一等警部 警察課長                   | 藤正健     | 1879年         | 1880年4月22日  | -                                       | -                           |                      |
| -  | 一等警部 警察本署長                 | 藤正健     | 1880年4月22日  |                |                                         |                             |                      |
| 1  | 警部長 警察本署長                   | 田健治郎   | 1882年2月28日  | 1882年11月18日 | 高知県警部兼三等属                      | 四等警視兼一等警察使        |                      |
| 2  | 警部長 警察本署長                   | 安楽兼道   | 1882年11月18日 | 1886年7月20日  |                                         | -                           |                      |
| 2  | 警部長 警察本部長                   | 安楽兼道   | 1886年7月20日  | 1886年8月12日  | -                                       | 熊本県警部長                |                      |
| 3  | 警部長 警察本部長                   | 中原尚雄   | 1886年8月12日  | 1887年1月19日  | 高知県警部                              | 山梨県警部長                |                      |
| 4  | 警部長 警察本部長                   | 大鳥居次郎 | 1887年1月19日  | 1888年1月6日   | 山梨県警部長                            | 秋田県警部長                |                      |
| 5  | 警部長 警察本部長                   | 高橋仲次   | 1888年1月6日   | 1888年11月16日 | 栃木県警部長                            | 神奈川県警部長              |                      |
| 6  | 警部長 警察本部長                   | 田野熾     | 1888年11月16日 | 1890年1月7日   | 埼玉県警部長                            | 山形県警部長                |                      |
| 7  | 警部長 警察本部長                   | 古垣兼成   | 1890年1月7日   | 1890年10月11日 | 山形県警部長                            | -                           |                      |
| 7  | 警部長 警察部長                     | 古垣兼成   | 1890年10月11日 | 1892年7月27日  | -                                       | 茨城県警部長                |                      |
| 8  | 警部長 警察部長                     | 和田勇     | 1892年7月27日  | 1896年8月25日  | 茨城県警部長                            | 広島県警部長                |                      |
| 9  | 警部長 警察部長                     | 戸田恒太郎 | 1896年8月25日  | 1897年4月26日  | 長野県警部長                            | 青森県書記官                |                      |
| 10 | 警部長 警察部長                     | 桜井高尚   | 1897年4月26日  | 1899年4月8日   | 兵庫県典獄                              | 鹿児島県警部長              |                      |
| 11 | 警部長 警察部長                     | 水本兼孝   | 1899年4月8日   | 1900年1月20日  | 検事                                    | 栃木県警部長                |                      |
| 12 | 警部長 警察部長                     | 依田銈次郎 | 1900年1月20日  | 1903年7月16日  | 奈良県警部長                            | 山口県警部長                |                      |
| 13 | 警部長 警察部長                     | 藤好乾吉   | 1903年7月16日  | 1905年4月19日  | 福井県警部長                            | -                           |                      |
| 13 | 事務官 第四部長 警務長              | 藤好乾吉   | 1905年4月19日  | 1906年7月28日  | -                                       | 休職                        |                      |
| 14 | 事務官 第四部長 警務長              | 田中正太郎 | 1906年7月28日  | 1907年7月13日  | 岡山県事務官                            | -                           |                      |
| 14 | 事務官 警察部長 警務長              | 田中正太郎 | 1907年7月13日  | 1908年3月30日  | -                                       | 岩手県事務官                |                      |
| 15 | 事務官 警察部長 警務長              | 隈元清世   | 1908年3月30日  | 1908年12月28日 | 群馬県事務官・警察部長                  | 休職                        |                      |
| 16 | 事務官 警察部長 警務長              | 飯尾藤次郎 | 1908年12月28日 | 1913年2月1日   | 大阪府警視                              | 新潟県事務官・警察部長      |                      |
| 17 | 事務官 警察部長 警務長              | 長延連     | 1913年2月1日   | 1913年6月13日  | 香川県事務官                            | -                           |                      |
| 17 | 警察部長                            | 長延連     | 1913年6月13日  | 1914年6月9日   | -                                       | 山梨県警察部長              |                      |
| 18 | 警察部長                            | 和田純     | 1914年6月9日   | 1915年12月11日 | 朝鮮総督府判事                          | 和歌山県警察部長            |                      |
| 19 | 警察部長                            | 国府小平   | 1915年12月11日 | 1917年10月1日  | 台湾総督府防疫事務官 兼同府警視         | 朝鮮総督府警務官 兼同府警視 |                      |
| 20 | 警察部長                            | 浅利三朗   | 1917年10月1日  | 1919年4月19日  | 茨城県警察部長                          | 新潟県警察部長              |                      |
| 21 | 警察部長                            | 永井準一郎 | 1919年4月19日  | 1921年6月3日   | 宮城県栗原郡長                          | 新潟県警察部長              |                      |
| 22 | 警察部長                            | 木島茂     | 1921年6月3日   | 1922年10月16日 | 福島県耶麻郡長                          | 長崎県警察部長              |                      |
| 23 | 警察部長                            | 土居通次   | 1922年10月16日 | 1923年10月27日 | 茨城県理事官                            | 熊本県警察部長              |                      |
| 24 | 警察部長                            | 阿部嘉七   | 1923年10月27日 | 1924年6月27日  | 山形県理事官                            | 岡山県警察部長              |                      |
| 25 | 警察部長                            | 井上政信   | 1924年6月27日  | 1924年12月20日 | 石川県理事官                            | -                           |                      |
| 25 | 書記官 警察部長                     | 井上政信   | 1924年12月20日 | 1925年9月17日  | -                                       | 復興局事務官                |                      |
| 26 | 書記官 警察部長                     | 本間太郎   | 1925年9月17日  | 1927年5月17日  | 群馬県書記官                            | 石川県書記官・警察部長      |                      |
| 27 | 書記官 警察部長                     | 郡茂徳     | 1927年5月17日  | 1928年1月10日  | 愛媛県書記官・警察部長                  | 宮崎県書記官・内務部長      |                      |
| 28 | 書記官 警察部長                     | 歌川貞忠   | 1928年1月10日  | 1929年2月6日   |                                         | 石川県書記官・警察部長      |                      |
| 29 | 書記官 警察部長                     | 池田繁治   | 1929年2月6日   | 1929年7月8日   | 北海道庁部長                            | 和歌山県書記官・警察部長    |                      |
| 30 | 書記官 警察部長                     | 粟屋仙吉   | 1929年7月8日   | 1931年1月21日  | 北海道庁事務官                          | 愛知県書記官・警察部長      |                      |
| 31 | 書記官 警察部長                     | 鈴木登     | 1931年1月21日  | 1931年12月24日 | 大阪府書記官                            | 岡山県書記官・警察部長      |                      |
| 32 | 書記官 警察部長                     | 中村四郎   | 1931年12月24日 | 1932年6月30日  | 地方事務官                              | 香川県書記官・警察部長      |                      |
| 33 | 書記官 警察部長                     | 近藤壌太郎 | 1932年6月30日  | 1933年4月12日  | 香川県書記官・警察部長                  | 内務事務官                  |                      |
| 34 | 書記官 警察部長                     | 赤木親之   | 1933年4月12日  | 1935年1月19日  | 外務事務官兼内務事務官 関東庁事務官領事 | 拓務書記官                  |                      |
| 35 | 書記官 警察部長                     | 広瀬永造   | 1935年1月19日  | 1936年4月25日  | 宮崎県書記官・警察部長                  | 岡山県書記官・警察部長      |                      |
| 36 | 書記官 警察部長                     | 橋本政実   | 1936年4月25日  | 1937年7月8日   | 地方警視                                | 文部書記官                  |                      |
| 37 | 書記官 警察部長                     | 安田穣     | 1937年7月8日   | 1940年4月10日  | 地方事務官                              | 石川県書記官・警察部長      |                      |
| 38 | 書記官 警察部長                     | 石橋豊徳   | 1940年4月10日  | 1942年5月23日  | 警視庁警視                              | 海軍司政官                  |                      |
| 39 | 書記官 警察部長                     | 羽根盛一   | 1942年5月23日  | 1942年11月1日  | 警視庁事務官                            | -                           |                      |
| 39 | 部長 警察部長                       | 羽根盛一   | 1942年11月1日  | 1943年7月1日   | -                                       | 栃木県部長・警察部長        |                      |
| 40 | 部長 警察部長                       | 鈴木允     | 1943年7月1日   | 1945年10月13日 | 愛媛県官房長                            | 休職                        |                      |
| 41 | 部長 警察部長                       | 橋爪清人   | 1945年10月13日 | 1945年10月27日 | -                                       | -                           | 兼任 本務:高知県部長 |
| 42 | 部長 警察部長                       | 古屋亨     | 1945年10月27日 | 1946年4月1日   | 内務事務官 兼商工事務官                 | -                           |                      |
| 42 | 地方事務官 警察部長                 | 古屋亨     | 1946年4月1日   | 1946年4月25日  | -                                       |                             |                      |
| 43 | 地方事務官 警察部長                 | 西原英次   | 1946年4月25日  | 1946年11月7日  |                                         |                             |                      |
| 44 | 地方事務官 警察部長                 | 小杉平一   | 1946年11月7日  | 1947年5月2日   |                                         | 群馬県警察部長              |                      |
| 45 | 地方事務官 警察部長                 | 奥野誠亮   | 1947年5月2日   | 1948年2月5日   |                                         |                             |                      |
| 46 | 地方事務官 警察部長                 | 平井学     | 1948年2月5日   | 1948年3月6日   |                                         | 高知県警察長                |                      |